# 2001年9月逝世人物列表
2001年逝世人物列表：1月 - 2月 - 3月 - 4月 - 5月 - 6月 - 7月 - 8月 - 9月 - 10月 - 11月 - 12月
2001年9月逝世人物列表，是用於匯總2001年9月期間逝世人物的列表。

## 依日期排序

### 1日
- Sil Austin，71歲，美國爵士薩克斯管演奏家，前列腺癌。[1]
- 丹尼爾·德魯克（Daniel C. Drucker），83歲，美國工程師和學者，白血病。[2]
- 博比·埃文斯（Bobby Evans），74歲，蘇格蘭足球運動員，肺炎。[3]
- Ruthild Hahne，德國雕塑家。
- 布迪米爾·梅塔尼科夫（Budimir Metalnikov），75歲，蘇聯/俄羅斯編劇和電影導演。
- 泰德·穆裡（Ted Mulry），53歲，英國出生的澳大利亞歌手/詞曲作者，腦癌。
- 馬丁·佩德森（Martin Pederson），79歲，加拿大農民和政治家。
- 朱利安·謝爾（Julian Scheer），75歲，美國記者、作家和環保主義者。[4]
- 詹姆斯·洛佩茲·沃森（James Lopez Watson），79歲，美國法學家，癌症。[5]
- 布萊恩·摩爾（Brian Moore），69歲，足球評論員，心臟病發作。[6]

### 2日
- 克里斯蒂安·巴纳德（Christiaan Barnard），78歲，南非心臟外科醫生，第一位進行人對人心臟移植的人，哮喘。[7]
- 特洛伊·多納休（Troy Donahue），65歲，美國演員，（《夏日之地》《羅馬歷險記》），心臟病發作。[8]
- 亞瑟·吉伯特（Sir Arthur Gilbert），88歲，英裔美國房地產開發商和慈善家。[9]
- 霍勒斯·鐘斯（Horace A. Jones），94歲，美國馴馬師。
- Jay Migliori，70歲，美國薩克斯管演奏家（Supersax），結直腸癌。[10]
- John Overall，88歲，澳大利亞建築師。[11]

### 3日
- 費魯喬·阿門多拉（Ferruccio Amendola），71歲，義大利演員和配音演員，喉癌。[12]
- 約翰·羅伊·查普曼（John Roy Chapman），74歲，英國演員和劇作家（《幹腐》《不是現在》《親愛的》《新娘來了》）。[13]
- 喬伊斯·海姆洛（Joyce Hemlow），95歲，加拿大教授和作家。[14]
- Pauline Kael，82歲，美國影評人，帕金森病。[15]
- 卡爾·林德奎斯特（Carl Lindquist），82歲，美國棒球運動員。[16]
- 垂庄，27歲，越南裔美國女演員（金剛戰士，The Crow：City of Angels），交通事故。[17]

### 4日
- 瑪麗亞·阿爾費羅（Maria Alfero），79歲，義大利短跑運動員。
- 彼特·布朗（Pete Brown），70歲，美國職業足球運動員（喬治亞理工學院）（三藩市49人隊：1953-1954）。[18]
- 羅伯特·邁克菲·布朗（Robert McAfee Brown），81歲，美國長老會牧師、神學家和活動家。[19]
- 桑多爾·西莫，67歲，匈牙利電影製片人、導演和編劇。[20]

### 5日
- 阿基諾拉·阿古達，78歲，奈及利亞法學家，博茨瓦納首席大法官。
- 海伍德·黑爾·布朗（Heywood Hale Broun），81歲，美國體育作家和廣播員。[21]
- 約爾根·赫維德（Jørgen Hviid），85歲，丹麥和拉脫維亞多運動運動員。[22]
- 努瑪·蒙納德（Numa Monnard），82歲，瑞士足球運動員。[23]
- Hemish Shah，33歲，英國撲克玩家，心臟驟停。
- 塔瑪拉·斯米爾諾娃（Tamara Smirnova），65歲，蘇聯/俄羅斯天文學家，小行星和彗星的發現者。
- 賈斯汀·威爾遜（Justin Wilson），87歲，美國卡津廚師和幽默家。[24]
- 弗拉基米爾·澤爾亞維奇（Vladimir Žerjavić），89歲，克羅埃西亞經濟學家和人口統計學家，被謀殺。

### 6日
- 湯佩松（Pei-Sung Tang），99歲，中華民國中央研究院第一屆（生命科學組）院士。[25]
- 弗蘭克·克裡斯滕森（Frank Christensen），91歲，美國烤架足球運動員。[26]
- 梅根·康諾利（Megan Connolly），27歲，澳大利亞女演員，海洛因過量。
- Carl Crack，30歲，德國音樂家（Atari Teenage Riot），自殺。[27]
- 尚塔爾·喬德·德·西蘭斯（Chantal Chaudé de Silans），82歲，法國國際象棋選手和女子國際大師。[28]
- 維克多·馬哈納（Víctor Mahana），79歲，智利籃球運動員。
- 沃德爾·波默羅伊，87歲，美國性學家，失智。[29]
- 范·倫斯勒·波特（Van Rensselaer Potter），90歲，美國生物化學家、腫瘤學家和生物倫理學家。[30]

### 7日
- 伊戈爾·布克托夫（Igor Buketoff），86歲，美國作曲家、指揮家和教師。[31]
- 塞爾吉奧·加拉維尼（Sergio Garavini），75歲，義大利政治家、作家和工會會員。
- 安德列·岡察洛夫（Andrey Goncharov），83歲，蘇聯和俄羅斯戲劇導演，教育家和作家。
- Lou Grant，81歲，美國社論漫畫家（《奧克蘭論壇報》、《洛杉磯時報》、《新聞週刊》、《時代週刊》）。[32]
- Bunny Lewis，82歲，英國音樂經理、唱片製作人和作曲家。
- Spede Pasanen，71歲，芬蘭電視明星，心臟病發作。[33]
- 唐·保羅（Don Paul），75歲，美國橄欖球運動員。
- 克拉克·湯瑪斯·羅傑森（Clark Thomas Rogerson），82歲，美國真菌學家。
- Billie Lou Watt，77歲，美國影視女演員（《尋找明天》）和配音演員（《鐵臂阿童木》《奶牛艾爾西》），肺癌。[34]

### 8日
- 格雷戈里奧·阿戈斯（Gregorio Agós），88歲，烏拉圭籃球運動員。[35]
- 埃裡克·布盧斯（Eric Bullus），94歲，英國保守黨政治家。[36]
- 加布里埃爾·格林（Gabriel Green），76歲，美國早期UFO學家。
- 比爾·里克爾（Bill Ricker），93歲，加拿大昆蟲學家。[37]
- 戈文德·薩萬特（Govind Sawant），65歲，印度曲棍球運動員和奧運獎牌得主。[38]

### 9日
- 威廉·塞夫頓，加斯頓的塞夫頓男爵，86歲，英國政治家。[39]
- 湯米·霍利斯（Tommy Hollis），47歲，美國演員，糖尿病併發症。[40]
- 艾哈迈德·沙阿·马苏德（Ahmad Shah Massoud），48歲，阿富汗北方聯盟軍事指揮官，被謀殺。[41]
- 相米慎二，53歲，日本電影導演，癌症。

### 10日
- DJ Uncle Al，32歲，美國唱片騎師，殺人犯。[42]
- Yevhen Drahunov，37歲，烏克蘭足球運動員，中風。[43]
- Magnar Ingebrigtsli，68歲，挪威奧運越野滑雪運動員（1956年冬奧會男子15公里越野滑雪）。[44]
- 阿列克謝·蘇廷（Alexey Suetin），74歲，蘇聯和俄羅斯國際象棋選手和國際象棋作家，心臟病發作。[45]

### 11日
- Clem Dreisewerd，85歲，美國棒球運動員。[46]
- 奧雷利奧·耿吉尼，93歲，義大利奧運長跑運動員（1936年夏季奧運會男子馬拉松）。[47]
- 第七代卡那封伯爵亨利·赫伯特（Henry Herbert），77歲，英國女王伊莉莎白二世（Queen Elizabeth II）的同行和賽馬經理。
- 亨利克·西亞克（Henryk Siwiak），46歲，波蘭移民到紐約市，被槍殺。
- 愛麗絲·斯圖爾特·特裡林（Alice Stewart Trillin），63歲，美國教育家，作家和電影製片人，心力衰竭。[48]
- 文斯·文圖拉（Vince Ventura），84歲，美國棒球運動員。[48][49]
- 近3000人在九一一袭击事件中喪生，其中包括：
  - 大衛·安吉爾（David Angell），55歲，美國電視製片人和編劇（弗雷澤，翅膀）。美國航空11號班機的乘客。[50]
  - 穆罕默德·阿塔（Mohamed Atta），33歲，埃及頭目和恐怖分子，美國航空11號班機的劫機者之一。
  - 加內特·貝利（Garnet Bailey），53歲，加拿大冰球運動員（波士頓棕熊隊，埃德蒙頓石油國王隊，華盛頓首都隊，好時熊隊）。美國航空11號班機的乘客。[51]
  - 法耶茲·巴尼哈馬德（Fayez Banihammad），24歲，阿聯酋恐怖分子，聯合航空175號班機的劫機者之一。
  - 馬克·巴維斯，31歲，美國冰球運動員（普羅維登斯棕熊隊、南卡羅來納黃貂魚隊、弗雷德里克頓加拿大人隊）。聯合航空175號班機的乘客。[52]
  - 托德·比默（Todd Beamer），32歲，美國航空公司乘客，聯合航空93號班機。
  - Carolyn Beug，48歲，美國電影製片人、製片人和音樂錄影帶導演（《Right Now》、《Fast as You》）。美國航空公司11號航班的乘客。[53]
  - 比爾·比加特（Bill Biggart），54歲，美國攝影記者。[54]
  - 馬克·賓厄姆（Mark Bingham），31歲，美國公共關係主管。聯合航空93號班機的乘客。[55]
  - 派翠克·布朗（Patrick J. Brown），48歲，美國消防員。
  - 羅納德·保羅·布卡（Ronald Paul Bucca），47歲，美國消防元帥。[56]
  - 小威廉·法蘭西斯·伯克（William Francis Burke Jr.），46歲，美國消防員。[57]
  - 查理斯·伯林格姆（Charles Burlingame），51歲，美國航空77號班機飛行員。[58]
  - 湯姆·伯內特（Tom Burnett），38歲，美國高管。聯合航空93號班機的乘客。
  - William E. Caswell，54歲，美國物理學家。美國航空77號班機的乘客。
  - 凱文·科斯格羅夫（Kevin Cosgrove），46歲，美國企業高管。
  - 威爾斯·克勞瑟（Welles Crowther），24歲，美國投資銀行家。[59]
  - 弗蘭克·德·馬蒂尼（Frank De Martini），49歲，美國建築師。
  - Melissa Doi，32歲，美國女商人。[60]
  - William M. Feehan，71歲，美國消防局副局長，紐約消防局第一副局長。
  - 威爾遜·弗拉格，62歲，美國海軍少將。美國航空公司77號航班的乘客。[61]
  - Peter Ganci，54歲，美國消防員，紐約消防局局長。[62]
  - Keith A. Glascoe，38歲，美國演員（Léon： The Professional， 100 Centre Street， The Pirates of Central Park）。和消防員。[63]
  - 艾哈邁德·加姆迪（Ahmed al-Ghamdi），22歲，沙烏地阿拉伯恐怖分子，美國聯合航空公司175號航班的劫機者之一。
  - Hamza al-Ghamdi，20歲，沙烏地阿拉伯恐怖分子，美國聯合航空公司175號航班的劫機者之一。
  - 賽義德·加姆迪（Saeed al-Ghamdi），21歲，沙烏地阿拉伯恐怖分子，美國聯合航空公司93號航班的劫機者之一。
  - 傑里米·格裡克（Jeremy Glick），31歲，美國航空公司乘客，美國聯合航空公司93號航班。
  - 勞倫·格蘭科拉斯（Lauren Grandcolas），38歲，美國作家。美國聯合航空公司93號航班的乘客。
  - 內扎姆·哈菲茲（Nezam Hafiz），32歲，圭亞那出生的美國板球運動員（國家隊）。[64]
  - 穆罕默德·薩爾曼·哈姆達尼（Mohammad Salman Hamdani），23歲，巴基斯坦裔美國研究技術員。
  - Hani Hanjour，29歲，沙烏地阿拉伯恐怖分子，美國航空公司77號航班的劫機者之一。
  - 倫納德·哈頓（Leonard Hatton），45歲，美國聯邦調查局特工。
  - 納瓦夫·哈茲米（Nawaf al-Hazmi），25歲，沙烏地阿拉伯恐怖分子，美國航空公司77號航班的劫機者之一。
  - Salem al-Hazmi，20歲，沙烏地阿拉伯恐怖分子，美國航空公司77號航班的劫機者之一。
  - 艾哈邁德·哈茲納維（Ahmed al-Haznawi），20歲，沙烏地阿拉伯恐怖分子，美國聯合航空公司93號航班的劫機者之一。
  - LeRoy Homer Jr.，36歲，美國航空公司飛行員，美國聯合航空公司93號航班。
  - Ziad Jarrah，26歲，黎巴嫩恐怖分子，美國聯合航空公司93號航班的劫機者之一。
  - 查理斯·愛德華·鐘斯（Charles Edward Jones），48歲，美國宇航員（載人航太工程師計劃）。美國航空公司11號航班的乘客。[65]
  - Mychal Judge，68歲，美國方濟各會修道士和天主教神父，紐約消防局牧師。[66]
  - 尼爾·大衛·萊文（Neil David Levin），46歲，美國政治家，商人，紐約和新澤西港務局首席執行官（自2001年起）。[67]
  - 丹尼爾·勒溫（Daniel Lewin），31歲，美籍以色列數學家、企業家和Akamai Technologies聯合創始人。美國航空公司11號航班的乘客。[68]
  - Eamon McEneaney，46歲，美國名人堂棍網球運動員（康奈爾大紅）。[69]
  - 蒂莫西·莫德（Timothy Maude），53歲，美國陸軍中將。[70]
  - 哈立德·米赫德哈（Khalid al-Mihdhar），26歲，沙烏地阿拉伯恐怖分子，美國航空公司77號航班的劫機者之一。
  - 馬吉德·莫克德（Majed Moqed），24歲，沙烏地阿拉伯恐怖分子，美國航空公司77號航班的劫機者之一。
  - 艾哈邁德·納米（Ahmed al-Nami），24歲，沙烏地阿拉伯恐怖分子，美國聯合航空公司93號航班的劫機者之一。
  - 約翰·奧戈諾夫斯基（John Ogonowski），50歲，美國航空公司11號航班飛行員。[71]
  - 芭芭拉·奧爾森（Barbara Olson），45歲，美國律師和電視評論員（CNN，福克斯新聞頻道）。美國航空公司77號航班的乘客。[72]
  - 阿卜杜勒阿齊茲·奧馬里（Abdulaziz al-Omari），22歲，沙烏地阿拉伯恐怖分子，美國航空公司11號航班的劫機者之一。
  - 約翰·奧尼爾（John P. O'Neill），49歲，美國反恐專家和聯邦調查局特工。[73]
  - Betty Ong，45歲，美國航空公司11號航班的美國空姐。
  - 巴勃羅·奧爾蒂斯（Pablo Ortiz），49歲，美國建築主管。
  - 奧里奧·帕爾默（Orio Palmer），45歲，美國消防員。
  - 貝瑞·貝倫森·帕金斯（Berry Berenson Perkins），53歲，美國女演員（《記住我的名字》《貓人》）。和攝影師。美國航空公司11號航班的乘客。[74]
  - 多米尼克·佩祖洛（Dominick Pezzulo），36歲，美籍義大利員警。
  - 31歲的印度裔美國醫生斯內哈·安妮·菲力浦（Sneha Anne Philip）被認為是襲擊的受害者。
  - 里克·雷斯科拉（Rick Rescorla），62歲，英裔美國士兵和員警。
  - 邁克爾·理查茲（Michael Richards），38歲，牙買加出生的美國雕塑家。
  - Marwan al-Shehhi，23歲，阿聯酋恐怖分子，美國聯合航空公司175號航班的劫機者之一。
  - Mohand al-Shehri，22歲，沙烏地阿拉伯恐怖分子，美國聯合航空公司175號航班的劫機者之一。
  - Wail al-Shehri，28歲，沙烏地阿拉伯恐怖分子，美國航空公司11號航班的劫機者之一。
  - 瓦利德·謝赫里（Waleed al-Shehri），22歲，沙烏地阿拉伯恐怖分子，美國航空公司11號航班的劫機者之一。
  - Mari-Rae Sopper，35歲，美國體操教練和律師。美國航空公司77號航班的乘客。
  - Satam al-Suqami，25歲，沙烏地阿拉伯恐怖分子，美國航空公司11號航班的劫機者之一。
  - 瑪德琳·艾米·斯威尼（Madeline Amy Sweeney），35歲，美國航空公司11號航班的美國空姐。
  - 丹·特蘭特，40歲，美國籃球運動員（波士頓塞爾特人隊）。[75]
  - 亞伯拉罕·澤爾曼諾維茨（Abraham Zelmanowitz），55歲，美國計算機程式師

### 12日
- 卡門·里科·戈多伊（Carmen Rico Godoy），62歲，西班牙作家、記者和女權主義者，肺癌。[76]
- 傑克·科勒（Jack Kolle），83歲，印尼足球運動員。
- 瑪麗蓮·梅塞克（Marilyn Meseke），84歲，美國選美皇后。
- 约瑟夫·布鲁诺·斯洛文斯基（Joseph Bruno Slowinski），38歲，美國爬蟲學家，蛇咬傷[77]
- 馬納夫·蘇萊曼諾夫（Manaf Suleymanov），89歲，亞塞拜然作家和歷史學家。
- 黄自強，74歲，美國演員（《喜福會》《末代皇帝》《金童》），心力衰竭。[78]

### 13日
- 王從吾，中共中央紀律檢查委員會原書記。
- 豪爾赫·科梅拉斯（Jorge Comellas），84歲，古巴棒球運動員。[79]
- 約翰尼·克雷格（Johnny Craig），75歲，美國漫畫家。[80]
- 雅罗斯拉夫·德罗布尼，79歲，捷克斯洛伐克網球運動員（溫布爾登錦標賽）和奧運會冰球運動員（1948年冬季奧運會銀牌得主）。[81]
- 多萝西·麦圭尔（Dorothy McGuire），85歲，美國女演員（憑藉《紳士協定》獲得奧斯卡最佳女主角提名），心力衰竭。[82]
- Fayga Ostrower，80歲，波蘭裔巴西視覺藝術家。[83]
- 查理斯·雷尼爾（Charles Régnier），87歲，德國演員兼導演，中風。
- 亚历克斯·斯科特（Alex Scott），64歲，蘇格蘭足球運動員。[84]
- 欧文·夏皮罗（Irving S. Shapiro），85歲，美國律師和商人。[85]

### 14日
- 芭芭拉·安塞爾（Barbara Ansell），78歲，英國兒科風濕病學家，卵巢癌。[86]
- 喬治·愛爾蘭，88歲，美國籃球教練（1963年NCAA錦標賽芝加哥洛約拉）。[87]
- 斯泰利奧斯·卡讚齊迪斯（Stelios Kazantzidis），70歲，希臘歌手，腦癌。[88]
- 弗朗西斯科·烏爾庫約，86歲，尼加拉瓜政治家，副總統（1967-1972年，1979年），心臟病發作。

### 15日
- 赫伯特·伯登斯基（Herbert Burdenski），79歲，德國足球運動員和教練。[89]
- 弗雷德·德·科爾多瓦（Fred de Cordova），90歲，美國舞臺、電影和電視導演兼製片人（約翰尼·卡森主演的《今夜秀》）。[90]
- 理查·費格利（Richard Fegley），64歲，美國攝影師，癌症。
- Eliezer Preminger，81歲，以色列政治家。
- June Salter，69歲，澳大利亞演員。
- 羅伯特·路易士·惠蘭（Robert Louis Whelan），89歲，羅馬天主教會的美國主教。
- Paul “Tank” Younger，73歲，美國橄欖球運動員。[91]
- 日沃金·茲德拉夫科維奇，86歲，塞爾維亞指揮家。[92]

### 16日
- 撒母耳·Z·阿科夫（Samuel Z. Arkoff），83歲，美國電影製片人（《未來世界》《阿米蒂維爾恐怖》）。[93]
- 弗朗索瓦·貝達里達（FrançoisBédarida），75歲，法國學術歷史學家。[94]
- 派翠克·科斯格雷夫（Patrick Cosgrave），59歲，愛爾蘭記者和作家。
- Neptali A. Gonzales， Sr.，78歲，菲律賓政治家和作家。
- 傑里·哈珀（Jerry Harper），67歲，美國籃球運動員（1952年至1956年在阿拉巴馬大學任教）。[95]
- 唐纳德·休姆，86歲，美國奧運賽艇運動員（1936年夏季奧運會男子八人賽艇金牌得主）。[96]
- 列昂尼德·奧西卡，61歲，烏克蘭電影導演、製片人和編劇。

### 17日
- Hizgil Avshalumov，88歲，蘇聯小說家，詩人和劇作家。
- 布巴·丘奇（Bubba Church），77歲，美國棒球運動員。[97]
- 保羅·卡明斯，48歲，美國中長跑運動員，溺水事故。[98]
- 達利拉，65歲，埃及-西班牙東方舞者。
- Dickie Dodds，82歲，英國板球運動員。[99]
- 撒母耳·愛潑斯坦（Samuel Epstein），81歲，加拿大裔美國地球化學家。[100]
- Ray Gill，76歲，英國足球運動員。[101]
- 大衛·基皮亞尼（David Kipiani），49歲，喬治亞足球運動員和經理，車禍。

### 18日
- 厄尼·庫姆斯（Ernie Coombs），73歲，美籍加拿大演員（Mr. Dressup），中風。[102]
- Rachmat Kartolo，63歲，印尼演員和歌手。
- 漢克·利維（Hank Levy），73歲，美國爵士樂作曲家和薩克斯管演奏家，充血性心力衰竭。[103]
- Jane du Pont Lunger，87歲，美國女繼承人和慈善家。
- 桑迪·薩德勒（Sandy Saddler），75歲，美國拳擊手。[104]
- 巴里·謝潑德（Barry Shepherd），64歲，澳大利亞板球運動員。[105]
- 艾米·威廷（Amy Witting），83歲，澳大利亞小說家和詩人。

### 19日
- 平杰三，全國政協原秘書長。
- 簡·達德利（Jane Dudley），89歲，美國現代舞者、編舞家和教師。[106]
- 阮宗環，84歲，南越政治家，大越南民族主義黨（Đại Việt Quốc Dân Đảng）的黨魁。[107]
- 裡斯·鐘斯（Rhys Jones），60歲，威爾士裔澳大利亞考古學家。[108]
- 雷蒙德·阿方斯·盧克（Raymond Alphonse Lucker），74歲，美國天主教會主教，黑色素瘤。
- 尼娜·羅舍爾（Nina Roscher），62歲，美國化學家和活動家，乳腺癌。[109]
- 達里爾·桑貝爾（Darryl Sambell），55歲，澳大利亞人才經理和音樂推廣人，肺癌。
- 比爾·斯塔福德，63歲，美國棒球運動員。[110]

### 20日
- 帕西·亞當-史密斯，77歲，澳大利亞作家和歷史學家。[111]
- 維克多·亨利·安德森（Victor Henry Anderson），84歲，美國牧師和詩人。
- 喬治·阿奇，87歲，美國棒球運動員。[112]
- 喬治·格羅夫納（George Grosvenor），91歲，美國橄欖球運動員（科羅拉多州，芝加哥熊隊，芝加哥紅雀隊）。[113]
- 比爾·岡恩（Bill Gunn），81歲，澳大利亞政治家。
- 比利·哈裡斯（Billy Harris），66歲，加拿大職業冰球運動員（多倫多楓葉隊、底特律紅翼隊、奧克蘭海豹隊、匹茲堡企鵝隊）。[114]
- 馬科斯·伊萬傑利斯塔·佩雷斯·希門尼斯，87歲，委內瑞拉軍官和委內瑞拉總統。[115]
- 塞西莉亞·盧博米爾斯卡公主，94歲，波蘭公主。
- Abe Mickal，89歲，美國橄欖球運動員。
- 路易斯·魯丁（Lewis Rudin），74歲，美國房地產投資者和開發商。[116]
- 喬·斯蒂芬森（Joe Stephenson），80歲，美國棒球運動員。[117]
- 卡爾-愛德華·馮·施尼茨勒（Karl-Eduard von Schnitzler），83歲，德國記者和電視節目主持人，肺炎。[118]

### 21日
- 埃莉諾·博恩（Eleanor Bone），90歲，英國新異教巫術女祭司。
- David S. Dennison， Jr.，83歲，美國政治家（1957年至1959年擔任俄亥俄州第11國會選區的美國眾議員）。[119]
- 丹尼爾·J·墨菲（Daniel J. Murphy），79歲，美國四星海軍上將，胃動脈瘤。
- Dwayne O'Steen，46歲，美式橄欖球運動員，心臟病發作。
- 羅斯·派克（Ross Parker），17歲，英國種族犯罪受害者，被刺傷。[120]

### 22日
- Germaine Brée，93歲，法裔美國文學學者。[121]
- 希爾德·霍爾格（Hilde Holger），95歲，奧地利-英國表現主義舞蹈家和編舞家，咳嗽。
- 萊斯利·豪沃斯（Leslie Howarth），90歲，英國數學家。
- Fikret Kızılok，54歲，土耳其搖滾音樂家，心臟病發作。[122]
- 威廉·諾克斯（William Knox），73歲，澳大利亞政治家。
- 戈登·裡斯（Gordon Reece），71歲，英國記者和政治戰略家，癌症。[123]
- 以撒·斯特恩（Isaac Stern），81歲，烏克蘭裔美國小提琴家，充血性心力衰竭。[124]

### 23日
- 羅伯特·阿貝爾（Robert Abel），64歲，美國視覺效果和計算機動畫先驅，心臟病發作。[125]
- 斯賓塞·巴雷特（Spencer Barrett），87歲，英國古典學者。
- 凱文·博蘭德（Kevin Boland），83歲，愛爾蘭政治家。
- 艾倫·科諾（Allen Curnow），90歲，紐西蘭詩人和記者。[126]
- 愛爾頓·海耶斯（Elton Hayes），86歲，英國演員和吉他手。
- 羅恩·休伊特（Ron Hewitt），73歲，威爾士足球運動員。[127]
- 亨利克·托馬謝夫斯基（Henryk Tomaszewski），81歲，波蘭啞劇藝術家和戲劇導演。[128]

### 24日
- 彼得·肖爾（Peter Shore），77歲，英國政治家。[129]
- 肖恩·沃爾什（Shawn Walsh），46歲，美國冰球教練，腎癌。[130]
- Eldon Woolliams，85歲，加拿大政治家和律師。
- 亞瑟·懷恩（Arthur Wynn），91歲，英國公務員和蘇聯間諜招募者。[131]

### 25日
- 歐文·伯恩斯坦（Irving Bernstein），84歲，美國歷史學家，加州大學洛杉磯分校政治學教授。[132]
- 里特·科萊特（Ritter Collett），80歲，美國體育編輯和專欄作家。
- 薩瑪律·達斯（Samar Das），75歲，孟加拉國音樂家和作曲家。
- 羅伯特·弗洛德（Robert W. Floyd），65歲，美國計算機科學家（弗洛德-沃歇爾演算法，弗洛德迴圈查找演算法，弗洛德-斯坦伯格抖動，霍爾邏輯）。[133]
- Sepp Janko，95歲，二戰期間的德國黨衛軍上校。
- 赫伯特·克莱因（Herbert Klein），78歲，德國奧運游泳運動員（1952年夏季奧運會200米蛙泳銅牌得主）。[134]
- 埃文·洛特曼（Evan A. Lottman），70歲，美國電影剪輯師，食道癌。
- 多洛雷斯·邁克爾斯（Dolores Michaels），68歲，美國女演員。[135]
- 馬克·諾斯（Marc North），35歲，英國足球運動員，肺癌併發症。
- 拉尼·奧格雷迪（Lani O'Grady），46歲，美國女演員（《八歲就夠了》）和人才經紀人，混合藥物中毒，藥物過量。[136]
- 約翰·鮑爾斯（John Powers），72歲，美國棒球運動員。[137]
- 保羅·塞勒（Paul Seiler），55歲，美式橄欖球運動員，結腸癌。[138]

### 26日
- 克拉麗斯·克羅斯·巴格威爾（Clarice Cross Bagwell），86歲，美國教育家和活動家。[139]
- Helia Bravo Hollis，99歲，墨西哥植物學家。[140]
- Hannes Nikel，70歲，德國電影剪輯師。
- 薩加特·辛格（Sagat Singh），82歲，印度陸軍軍官。
- Vaithilingam Sornalingam，52歲，斯裡蘭卡叛亂分子（泰米爾伊拉姆猛虎解放組織），殺人。

### 27日
- 赫爾曼·柏林斯基（Herman Berlinski），91歲，德裔美國音樂家，心臟病發作。[141]
- 海倫·切里（Helen Cherry），85歲，英國女演員（《三起謀殺案》、《赤裸邊緣》、《輕旅的衝鋒》）。[142]
- 琳達·史密斯·戴爾（Linda Smith Dyer），53歲，美國律師和女權活動家，癌症患者。
- 科特拉·維賈亞·巴斯卡拉·雷迪（Kotla Vijaya Bhaskara Reddy），81歲，印度政治家。
- 菲力浦·羅森塔爾（Philip Rosenthal），84歲，德國實業家、社交名媛和政治家。
- 迪克·羅澤克（Dick Rozek），74歲，美國棒球運動員。[143]

### 28日
- 歐內斯特·阿奇昆（Ernest Ačkun），71歲，南斯拉夫單簧管演奏家。
- 詹姆斯·布里克利（James H. Brickley），72歲，美國法官和政治家。[144]
- R. J. Hollingdale，70歲，英國傳記作家，德國哲學和文學翻譯家。
- Isao Inokuma，63歲，日本奧運柔道運動員（1964年夏季奧運會男子重量級柔道金牌得主），切腹，自殺。[145]
- Ejner Johansson，79歲，丹麥藝術史學家、作家和紀錄片導演。
- 傑克·馬奎爾（Jack Maguire），76歲，美國棒球運動員。[146]
- 馬丁·奧哈根（Martin O'Hagan），51歲，愛爾蘭調查記者，被謀殺。[147]
- 愛琳·馮·梅恩多夫（Irene von Meyendorff），85歲，俄羅斯出生的德裔英國女演員。[148]

### 29日
- 維克多·貝洛夫（Viktor Belov），76歲，俄羅斯足球運動員和經理。
- 梅布爾·費爾班克斯（Mabel Fairbanks），85歲，美國花樣滑冰運動員和教練。[149]
- 格洛麗亞·福斯特（Gloria Foster），67歲，美國女演員（《駭客帝國》，《喜劇演員》，《希望之城》），糖尿病。[150]
- 弗兰克·加斯帕罗（Frank Gasparro），92歲，美國造幣廠首席雕刻師（Susan B. Anthony美元，艾森豪威爾美元，林肯美分背面，甘迺迪半美元背面）。[151]
- 肖娜·麥克法蘭（Shona McFarlane），72歲，紐西蘭藝術家、記者和廣播員。
- Gellu Naum，86歲，羅馬尼亞詩人、小說家和兒童作家。
- 約翰·諾列加，57歲，美國棒球運動員。[152]
- Risto Orko，102歲，芬蘭電影製片人和導演。[153]
- 埃莉諾·菲爾普斯（Eleanor Phelps），94歲，美國女演員。[154]
- 赫爾穆特·羅洛夫（Helmut Roloff），88歲，二戰期間的德國鋼琴家、教師和抵抗戰士。
- 阮文紹，78歲，南越軍官和政治家，越南第二任總統，中風。[155]

### 30日
- 孔蘇埃洛·阿勞霍，61歲，哥倫比亞政治家、作家和記者，被哥倫比亞革命武裝力量謀殺。
- 路易士·巴布（Luis Barboo），74歲，西班牙演員。
- 阿纳托利·波格丹诺夫（Anatoly Bogdanov），70歲，蘇聯射擊運動員和奧運冠軍。[156]
- 格哈德·埃伯林（Gerhard Ebeling），89歲，德國路德宗神學家。[157]
- 喬治·蓋特利（George Gately），72歲，美國漫畫家（希刺克厲夫），心血管疾病。[158]
- Calvin C. Hernton，69歲，美國社會學家、詩人和作家。[159]
- 珍妮·朱戈（Jenny Jugo），96歲，奧地利女演員。[160]
- John C. Lilly，86歲，美國作家、發明家和反主流文化科學家。[161]
- 塔吉·林德博姆（Tage Lindbom），91歲，瑞典神秘主義者和保守派政治家。
- 喬瓦尼·馬基亞（Giovanni Macchia），88歲，義大利文學評論家和散文家。[162]
- Madhavrao Scindia，56歲，印度政治家，王室成員，瓜廖爾大君。[163]
- Dora M. Sweeney，94歲，美國國務卿和政治家。